# Радзеювский повет
Радзеювский пове́т (пол. Powiat radziejowski) — повет (район) в Польше, входит как административная единица в Куявско-Поморское воеводство. Центр повета — город Радзеюв. Занимает площадь 607 км². Население — 41 373 человека (на 31 декабря 2015 года).

## Административное деление
- города: Радзеюв, Пётркув-Куявски
- городские гмины: Радзеюв
- городско-сельские гмины: Гмина Пётркув-Куявски
- сельские гмины: Гмина Бытонь, Гмина Добре, Гмина Осенцины, Гмина Радзеюв, Гмина Топулька

## Демография
Население повята дано на 31 декабря 2015 года.
| Перепись            | Всего  | Мужчины | Женщины |
| ------------------- | ------ | ------- | ------- |
| Всего               | 41 373 | 20 464  | 20 909  |
| Городское население | 10 139 | 4885    | 5254    |
| Сельское население  | 31 234 | 15 579  | 15 655  |